# Karl Robinson
Karl Robinson, né le 13 septembre 1980, est un footballeur anglais reconverti entraîneur.

## Biographie

### En tant que joueur
Robinson est né à Rainhill, Merseyside. Il a joué pour Caernarfon Town, Bamber Bridge, Marine, Oswestry Town, Rhyl, Kidsgrove Athletic, Prescot Cables, St Helens Town, Alsager Town et Warrington Town,,,.

### En tant qu'entraîneur
Robinson a été entraîneur à l'académie des jeunes de Liverpool et a ensuite travaillé comme entraîneur chez Blackburn Rovers.
Il a été nommé directeur du club de League One Milton Keynes Dons le 10 mai 2010, après avoir été directeur adjoint du club sous l'ancien patron Paul Ince. À 29 ans, il était à l'époque le plus jeune entraîneur de English Football League et l'ancien entraîneur John Gorman a été nommé son numéro deux.
Au cours de la saison 2010-11, sa première saison à la tête du club, Robinson a guidé MK Dons à la 5e place de la League One. Cela a été considéré comme une bonne réalisation, améliorant le total de points des Dons par rapport à la saison précédente. L'équipe a perdu en barrages contre Peterborough United sur deux manches.
Au cours de la saison 2011-12, il a continué à faire des progrès impressionnants, attirant des joueurs de renom et guidant son équipe vers une autre 5e place et était de nouveau en barrages. Au cours de la saison, il a signé une prolongation de contrat de trois ans.
En 2014-2015, Robinson a sans doute orchestré la plus grande victoire de MK Dons, une victoire 4-0 en Coupe EFL contre Manchester United, ainsi que la promotion des Dons en deuxième division pour la première fois lorsqu'ils ont terminé en tant que finalistes en League One.
Le 20 juillet 2015, Robinson a signé une prolongation de contrat aux côtés du chef des entraîneurs du club, Richie Barker, bien que MK Dons n'ait pas rendu public la durée de l'un ou l'autre accord. MK Dons de Robinson a subi une relégation du championnat au cours de la saison 2015-16, terminant en 23e position.

## Style de jeu
Robinson a joué en tant qu'attaquant, étant décrit comme un "grand et puissant avant-centre", et plus tard dans sa carrière a joué en tant que milieu de terrain.